# 代書
代書，是地政士、土地登記專業代理人之俗稱，溯及日治時期的行政代書一職，主要工作是代辦土地和不動產交易的法律文件申請及相關服務。每年考一次，及格率107年爲5.25%。

## 工作內容
包括以下事項：
- 代理申請土地登記事項。
- 代理申請土地測量事項。
- 代理申請與土地登記有關之稅務（贈與稅、遺產稅以及不動產買賣涉及的所得稅、增值稅）事項。
- 代理申請與土地登記有關之公證、認證事項。
- 代理申請土地法規規定之提存事項。
- 代理撰擬不動產契約或協議事項。
- 不動產契約或協議之簽證。
- 代理其他與地政業務有關事項。

## 執業資格
「地政士應檢具申請書及資格證明文件，向直轄市或縣（市）主管機關申請登記，並領得地政士開業執照（以下簡稱開業執照），始得執業。」
「開業執照有效期限為四年，期滿前，地政士應檢附其於四年內在中央主管機關認可之機關（構）、學校、團體完成專業訓練30個小時以上或與專業訓練相當之證明文件，向直轄市或縣（市）主管機關辦理換發開業執照。屆期未換照者，應備具申請書，並檢附最近四年內完成專業訓練30個小時以上或與專業訓練相當之證明文件，依前條規定，重行申領開業執照。」

## 外部連結
- 中華民國地政士公會全國聯合會-關於全聯會
- 代書的工作內容及承辦項目 （页面存档备份，存于）